# Kňahyňa
Kňahyňa, dřve česky také Kňahynín, ukrajinsky Княгиня, maďarsky Csillagfalva, je část obce Stryčava, ve velkoberezňanské vesnické komunitě, v okresu Užhorod, v Zakarpatské oblasti Ukrajiny.V roce 2025 zde žilo 319 obyvatel.